# Bhimeshwar
Bhimeshwar (in nepalese भिमेश्वर) talvolta chiamata ancora Charikot, è una municipalità del Nepal, capoluogo del distretto di Dolkha.
Situata ai piedi del Gauri Sankar nella parte centrale del paese a circa 1 852 m s.l.m. sul percorso che porta da Katmandu all'Everest.